# Prosper Mouraud
Pour les articles homonymes, voir Mouraud.
Prosper Mouraud est un homme politique français né le 19 janvier 1802 à Bourg-en-Bresse (Ain) et décédé le 31 juillet 1869 à Lyon (Rhône).
Entré en 1823 dans l'administration des ponts et chaussées, il s'établit en 1841 comme entrepreneur en travaux publics. Il est député du Rhône de 1848 à 1849, siégeant à droite.

## Sources
- « Prosper Mouraud », dans Adolphe Robert et Gaston Cougny, Dictionnaire des parlementaires français, Edgar Bourloton, 1889-1891 [détail de l’édition]